# James Hackett (constructeur naval)
Pour les articles homonymes, voir James Hackett.
James Hackett, né en 1739 à Amesbury (Massachusetts) et décédé en 1802, est un constructeur naval américain du New Hampshire.

## Carrière militaire
Il participe, au cours de sa jeunesse, à la guerre de la Conquête dans les Rogers' Rangers. Sergent le 31 juillet 1758, il est peu après fait prisonnier, le 27 août 1759. Envoyé à Montréal, il est finalement échangé en novembre de la même année avant de retourner à la vie civile, une année plus tard. Il habite dès lors à Exeter, dans le New Hampshire.
Lors de la guerre d’indépendance, il participe au raid contre le fort William and Mary à New Castle, en décembre 1774. Nommé lieutenant-colonel le 4 juillet 1776, il quitte l’armée à la fin de cette même année, souhaitant se consacrer à la construction de navires de guerre destinés à la cause révolutionnaire. Il retourne finalement dans l’armée en qualité de volontaire sous les ordres du général Sullivan à Rhode Island, comme lieutenant. À la bataille de Saratoga, il est lieutenant-colonel.
Il est finalement breveté colonel et reçoit la visite du général George Washington à Portsmouth le 31 octobre 1789.

## Constructeur naval

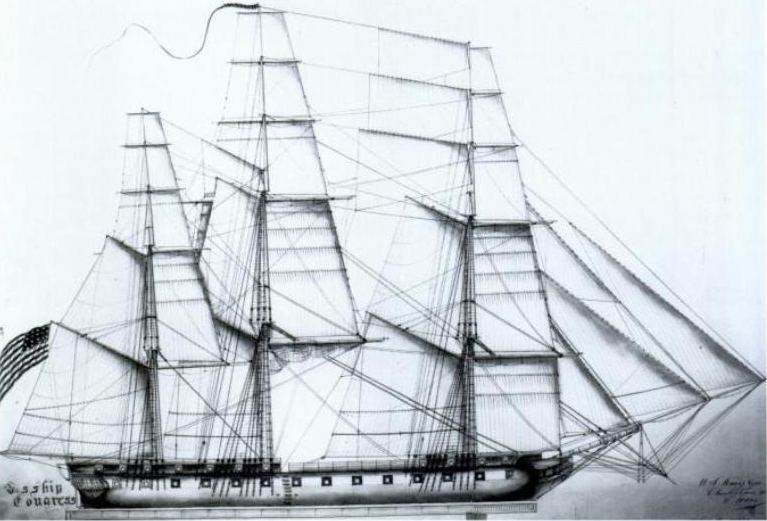
La dessinée par Charles Ware en 1816.

Hackett participe et dirige la construction d'un grand nombre de navires pendant la période de la guerre d'indépendance mais aussi après cette guerre. Il a notamment à charge la construction du Raleigh, du Ranger, de l'America, de la Congress (l'une des six frégates originelles de l'United States Navy) ou encore du Portsmouth.
William G. Saltonstall indique que Hackett est l'un des meilleurs constructeur naval de son temps,.